# Lumbrineris polydesma
Lumbrineris polydesma är en ringmaskart som beskrevs av Rowland Southern 1921. Lumbrineris polydesma ingår i släktet Lumbrineris och familjen Lumbrineridae. Inga underarter finns listade i Catalogue of Life.